# Friedersdorfer Forst
Der Friedersdorfer Forst ist ein rund 50 Quadratkilometer großes Waldgebiet im Südosten von Berlin. Es ist benannt nach dem benachbarten Friedersdorf.

## Geographie

### Grenzen
Der Friedersdorfer Forst wird von den Feldmarken der umliegenden Dörfer begrenzt. Im Uhrzeigersinn sind dies: Gosen-Neu Zittau, Hartmannsdorf, Skaby, Friedersdorf, Wenzlow, Friedrichshof, Dannenreich, Kablow, Zernsdorf, Niederlehme und Wernsdorf. Heute ist der Wald auf die umliegenden Kommunen aufgeteilt. Der Norden gehört zu Gosen-Neu Zittau, der Osten zu Spreenhagen, die beide zum Amt Spreenhagen gehören. Der Südwesten gehört zur Stadt Königs Wusterhausen.

### Gliederung
Der Friedersdorfer Forst ist historisch in die größere „Unterheide“ im Süden und die kleinere „Oberheide“ im Norden unterteilt.

### Berge
Der Stahlberg ist mit 85 m ü. NHN die höchste Erhebung des Friedersdorfer Forstes. Außerdem ist der benachbarte Kesselberg mit 73 m eine weitere Erhebung.

## Geschichte
Ab dem Mittelalter gehörte das Waldgebiet bei Friedersdorf zur Herrschaft Storkow. Mit dieser kam es zur Mark Brandenburg. Der Wald befand sich bis 1562 zusammen mit einigen angrenzenden Dörfern (Pießke) im Besitz der Familie von Birkholz. Bis zu seiner Auflösung bestand im Kreis Beeskow-Storkow ein Gutsbezirk Friedersdorfer Forst.

## Verkehr
Der Berliner Ring und die A 12 („Autobahn der Freiheit“) durchziehen den Friedersdorfer Forst. Das Autobahndreieck Spreeau befindet sich im südlichen Friedersdorfer Forst.